# The Night of the Rabbit
The Night of the Rabbit è una avventura grafica sviluppata e prodotta da Daedalic Entertainment per Microsoft Windows e OS X.

## Trama
Negli ultimi giorni di vacanze estive il dodicenne aspirante mago Jerry Hazelnut trova una formula per creare una "fiamma di carota". Dopo aver messo insieme gli ingredienti, un baule appare dal nulla. All'interno della custodia c'è una bacchetta magica, un cappello a cilindro e un coniglio albino eretto antropomorfizzato con indosso un cappotto. Il coniglio si presenta come il marchese di Hoto. Dice il mondo ha molti universi paralleli. Le radici di alberi molto vecchi sono collegate l'una all'altra in profondità nel terreno e possono creare una connessione con quelle negli universi paralleli. Il Marchese è un "Treewalker" e usa un incantesimo magico per viaggiare tra gli universi paralleli. Inoltre, all'interno di ogni universo parallelo, si trova una magia invisibile che può essere rivelata usando una speciale moneta vuota che possiede Jerry.
Il marchese offre a Jerry la possibilità di diventare il suo apprendista per diventare mago. Jerry deve seguire un corso a lungo termine, anche se il coniglio afferma che Jerry sarà di nuovo a casa prima di cena. Jerry è d'accordo e viaggia con il coniglio in un universo parallelo dall'aria fiabesca. Finiscono nella città di Mousewood che è abitata da animali parlanti. Attraverso il marchese e il mago di Mousewood, Jerry scopre gli "alberi del portale" e viaggia verso mondi diversi per imparare quattro incantesimi al fine di diventare un vero Treewalker, aiutando nel contempo gli abitanti di Mousewood. Durante questo periodo, vede un'immagine ricorrente di una persona che sembra conoscerlo.
Tuttavia, Jerry scopre che questo mondo sta per essere attaccato da un malvagio mago di nome Zaroff. Zaroff ha già conquistato molti universi paralleli attraverso un incantesimo (usando quattro chiodi maledetti). Dopo che Jerry  ha appreso il suo quarto incantesimo, il marchese scompare e lui torna a casa per scoprire che sono passati molti anni, che la sua casa è stata abbandonata e che sua madre se n'è andata. Determinato a rompere la maledizione, Jerry torna a Mousewood e trova gli abitanti sotto l'influenza di Zaroff. Cattura quattro lucertole antropomorfe che sono complici di Zaroff, e cerca la radura del "Primo Albero" in cui si trova Zaroff. Intrappolato tra i mondi, fa un'altra "fiamma di carota" che evoca un mago mascherato che mostra a Jerry la strada. Impara anche che suo padre è stato rimosso dal suo mondo e tutti i suoi ricordi sono stati cancellati.
Jerry affronta Zaroff che lo intrappola sul suo palco e lo costringe a fare giochi contorti dei mondi portali. Jerry li conquista e rimuove i chiodi che utilizza per sconfiggere Zaroff. Il mago di Mousewood spiega la loro storia passata: Zaroff era l'ultimo apprendista del marchese di Hoto, che entrambi erano stati corrotti dall'oscurità. Per combattere l'ascesa di Zaroff, il Primo Albero inviò un ricordo del marchese prima della sua corruzione per addestrare un nuovo apprendista. Tuttavia, quando il ricordo del marchese entrò nel mondo di Jerry, qualcosa doveva andarsene; perciò suo padre fu bandito nello spazio tra i mondi e i ricordi di lui dimenticati. Il ricordo del marchese è costretto a rimanere al primo albero, e i due promettono di non dimenticarsi mai l'un l'altro.
Jerry torna a Mousewood per celebrare il completamento della sua formazione prima di tornare a casa in tempo per la cena con suo padre restituito al suo mondo. Il Mago di Mousewood rivela di aver tenuto il vero marchese de Hoto (quello corrotto), il mago mascherato, prigioniero. Tuttavia, il vero marchese afferma il suo motto: "Niente è impossibile", suggerendo che potrebbe trovare un modo per fuggire.

## Personaggi principali

### Jerry nocciola
Jerry è il protagonista del gioco. È un ragazzo dodicenne che non desidera altro che diventare un mago. Ha una forte immaginazione che lo porta sempre ad emozionanti avventure. Due giorni prima della fine della vacanza, incespica così inaspettatamente nella più grande avventura che abbia mai vissuto.

### Marchese di Hoto
Il marchese di Hoto è un coniglio bianco antropomorfo ben vestito, dalle dimensioni umane, con gli occhi rossi. Jerry incontra il marchese all'inizio del gioco. Il Marchese si definisce un Treewalker e possiede abilità magiche. Qualcosa di misterioso, ma anche inquietante, circonda la grande lepre, ma Jerry si fida di lui. Mentre il gioco progredisce, il marchese di Hoto è un personaggio importante che guida Jerry attraverso il magico mondo dei tree-runner. Alla fine del gioco, Jerry scopre il segreto del Marchese.

### Il mago della foresta del topo
Il mago di Mauswald vive in una normale villa in una zona della stazione. È lui stesso un essere umano, ma si prende cura della foresta del topo - in un corpo adattato.

### Il grande Zaroff
Zaroff è il misterioso e malvagio mago. Il suo passato è rivelato alla fine del gioco. Zaroff cerca di lanciare un incantesimo sul mondo e manipola gli abitanti delle foreste del topo. Jerry per buona parte del titolo non sa chi sia Zaroff. Solo i molti cartelloni pubblicitari sparsi per il mondo di gioco danno visione di chi sia. Tuttavia, verso la fine del gioco, Jerry dovrà affrontare Zaroff in un difficile scontro.

### Waldschrat
Il Waldschrat è un vagabondo tra i mondi. Viaggia tra la realtà e l'immaginazione. I suoi passatempi preferiti includono raccontare storie. Jerry viene occasionalmente raccontato da lui in diverse storie che possono essere raccolte nel gioco.

### Gli gnomi della foresta
I Waldzwerge vivono appena fuori dalla foresta del topo. Piantano le rape, da cui producono il succo blu. Il succo blu è molto popolare tra gli abitanti dei Mauswald . Steinberg è il più importante dei tre gnomi. Jerry lo aiuta a liberarsi di un fastidioso raffreddore nanico. Gli altri due gnomi della foresta non svolgono un ruolo rilevante per il gioco.

### I forestieri
Quattro figure dubbiose con maschere di legno compaiono a Mauswald e cercano di persuadere i Mauswalder a vendere la loro terra, a concedersi al gioco d'azzardo o a comprare strane tinture.

## Luoghi
Nel gioco ci si trova a viaggiare attraverso vari luoghi che sono molto diversi tra loro:

### La casa di Jerry
Jerry vive qui con sua madre in una bella casetta ai margini della foresta. Nulla sembra disturbare questo idillio. Di fronte alla casa crescono deliziosi frutti e la città si trova dietro una piccola foresta.

### Foresta e Mauswald
Mouse Forest è il luogo centrale del gioco. Mauswald è un luogo idilliaco, coperto da un grande albero vecchio, attraversato da un ruscello. Tuttavia, la foresta del topo è minacciata da una discarica vicina di una città umani. Oltre ai topi, gli abitanti includono numerose altre specie. C'è un consiglio comunale, un riccio artigiano, un caffè e molto altro. Mauswald è sorvegliato, perché per qualche tempo i corvi sono in grado di rapire e terrorizzare regolarmente gli abitanti della foresta del topo. Alla periferia di Mauswald ci sono alcuni luoghi, tra cui una palude e la dimora degli gnomi della foresta.

### L'isola verde
In Irlanda l'isola verde ospita molti folletti. Uno di loro conosce Jerry e lo segue attraverso un portale sugli alberi. Sull'isola verde è necessario rendere il folletto felice.

### L'Artico
Nell'Artico, Jerry incontra un esploratore polare con un grosso problema. L'ambiente freddo e rigido rende difficile per il ricercatore completare il suo lavoro.

### Giappone
Dopo aver attraversato un portale di alberi, Jerry arriva in Giappone, dove incontra strane statue di volpi e un poeta depresso. Inoltre, conosce meglio Kitsune.

### Il mondo intermedio
Il mondo intermedio è una sorta di mondo dei sogni con una moltitudine di percorsi confusi. Qualcosa di oscuro circonda questo posto e Jerry deve sforzarsi di trovare la strada giusta per andarsene.

### Il primo albero
Il primo albero è il punto centrale di tutti i portali degli alberi. Le sue radici affondano nel tempo e nello spazio. È il primo albero che è cresciuto nella foresta del topo. Nell'ultima sezione del gioco, questo posto è molto importante.

## Modalità di gioco
Il gioco si basa sui principi classici dei giochi punta e clicca. Il giocatore controlla Jerry usando un mouse del computer. Le conversazioni con altri personaggi sono mantenute e vari oggetti devono essere inseriti nell'inventario. Questi oggetti possono essere usati da soli o combinati per risolvere enigmi. Jerry ha una moneta vuota speciale che può essere usata per rivelare la magia nascosta. Per utilizzare la moneta vuota, è necessario premere la barra spaziatrice o il pulsante centrale del mouse, che consentirà a Jerry di trovare oggetti selezionabili. Inoltre, ci sono diversi oggetti da collezione, come adesivi e audiolibri, che possono essere trovati per sbloccare contenuti aggiuntivi. Il gioco include anche un mini-gioco di carte che può essere giocato in qualsiasi momento.

## Accoglienza

### Critica
The Night of the Rabbit ha ricevuto generalmente recensioni positive. Ha ricevuto un punteggio positivo dell'75,00% sul aggregatore GameRankings basato su 27 recensioni e 75/100 su Metacritic basato su 45 recensioni. La grafica, la colonna sonora e la recitazione vocale del gioco sono state elogiate, mentre le critiche sono state indirizzate verso alcuni degli enigmi con soluzioni troppo oscure e al sistema di suggerimenti poco utile.